# Nadășa, Mureș
Nadășa este un sat în comuna Beica de Jos din județul Mureș, Transilvania, România.

## Așezare
Se află la 12 km la sud-est de Reghin, la 400 m deasupra nivelului mării și trece prin el DJ 153.

## Istoric
Numele Nadășa a primit în 1453. Pseudonime ulterioare: în 1733 Nádas, în 1760 Oláhnádos. Înainte de Tratatul de La Trianon aparținea de Comitatul Mureș-Turda.

## Puncte de Interes
- Biserica de lemn ortodoxă a fost construită în 1712.

## Persoane Importante
- Aici s-a născut la 19 noiembrie 1931 autorul geolog, geograf Sámuel Jakab.

## Obiectiv memorial
Cimitirul Eroilor Români din Al Doilea Război Mondial este amplasat în curtea bisericii ortodoxe din localitate. A fost amenajat în anul 1946 și are o suprafață de 160 mp. În acest cimitir sunt înhumați 48 de eroi (19 necunoscuți și 29 cunoscuți) al căror monument se află în centrul Nadășei în imediata apropiere a clădirii ce găzduiește școala, grădinița și Căminul cultural. 